# 无毛凤丫蕨
无毛凤丫蕨（学名：Coniogramme intermedia var. glabra）也称贵州凤丫蕨、台湾凤丫蕨，为凤尾蕨科凤丫蕨属普通凤丫蕨的一个变种。